# 7470 Jabberwock
7470 Jabberwock este o planetă minoră (asteroid) din centura de asteroizi. A fost descoperită pe 2 mai 1991 la Nihondaira Observatory⁠(d) de Takeshi Urata și a fost numită după Jabberwocky⁠(d). 
Obiectul prezintă o orbită caracterizată de o semiaxă mare de 2,2891035 UAi, o excentricitate de 0,07, o înclinație de 7,78347 ° în raport cu ecliptica.